# Chizu to Tegami to Koi no Uta Yori - Haru
Albums de Māya Sakamoto
Yūnagi Loop
(2005) Kazeyomi
(2009)
Chizu to Tegami to Koi no Uta Yori - Haru (「地図と手紙と恋のうた」 より-春) est une compilation de Māya Sakamoto, sortie sous le label Victor Entertainment le 21 mars 2007 au Japon.

## Présentation
Cette compilation est dédiée à l'émission de radio Chizu to Tegami to Koi no Uta et fête également les dix ans de carrière de la chanteuse. Elle sort le même jour que son mini-album 30Minutes Night Flight.

## Liste des titres
| 1.  | I.D.                                           | 4:41 |
| 2.  | Uchuu Hikoushi no Uta (うちゅうひこうしのうた) | 3:48 |
| 3.  | Loop (ループ)                                  | 5:24 |
| 4.  | Hashiru (走る)                                 | 5:37 |
| 5.  | Alkaloid (アルカロイド)                        | 4:12 |
| 6.  | Koucha (紅茶)                                  | 5:33 |
| 7.  | Wakaba (若葉)                                  | 5:23 |
| 8.  | Kimidori (キミドリ)                            | 5:04 |
| 9.  | Park Amsterdam (the whole story)               | 4:05 |
| 10. | Yūnagi Loop (夕凪ループ)                       | 4:55 |
| 11. | Okitegami (おきてがみ)                         | 2:40 |